# 戦女神2 〜失われし記憶への鎮魂歌〜
『戦女神2 〜失われし記憶への鎮魂歌〜』（いくさめがみ2 うしなわれしきおくへのちんこんか）は、エウシュリーから発売された18禁コンピュータRPG。戦女神の2作目であり、戦姫シリーズ（『戦女神』及び『幻燐の姫将軍』）の六番目のストーリー(戦姫 EPISODE-6)である。エウシュリーの公式発表では、時系列は『戦女神ZERO』→『幻燐の姫将軍』→『幻燐の姫将軍2 〜導かれし魂の系譜〜』→『戦女神VERITA』→『戦女神』→『戦女神2』となっている。

## ストーリー
戦女神での戦いでラティナ王女の件に一応の決着を付け、その街で身請けしたサリア・レイツェンを使徒に加えたセリカ。
それより半年後、セリカはベッドで鈴の音を聞いた後、レウィニア神権国の守護神「水の巫女」よりの呼び出しで迎えに来たレヴィアと共に王城へ向かう。そこで伝説の七魔神に関わる「封鎖地の調査」の依頼を受けた事で、神殺したる己自身の過去と向き合う戦いが始まる。

## ゲームの進め方
前作と同様に、「行ける場所に行き、進まなくなったら寝る」を繰り返すことで次へ進むパターンを踏襲している。キャラと会話することで、愛情値が上がっていく。愛情値を上げれば、性儀式を行うことが出来るので、1周目は、とにかく選択できる項目は全部選択すると良い（同じ会話でも、愛情値は加算される）。
2周目以降は、マスコットキャラクター・エウシュリーちゃん達を登場させるか選択可能。

## 登場人物

### セリカとその使徒
セリカ・シルフィル
主人公。「神殺し」と呼ばれ、一見その容姿は美しい女性の様に見えるが、れっきとした男性。しかし極度の疲弊に陥った場合には男性体の維持が出来なくなり、女神本来の女性体へと変化する。かつては嵐の神バリハルトに仕える敬虔な人間族の戦士だったが、古の女神「アストライア」の身体を得た事で神と同格の力を手にし、現神からは古神（=邪神）として、古神からは同胞を討った者として、両陣営（=世界）から疎まれるようになった忌まわしき存在。人間だった頃の多くの記憶を失っており、自分がなぜ愛し合ったアストライアを殺して身体を奪う事になったのか等の理由を覚えていない。記憶喪失の原因は、神の肉体の圧力に人の魂が負けているためであり、現在もあまり重要でない事はすぐに忘却してしまう。
戦闘：前衛タイプ。性魔術・召喚魔法を使用可能。
エクリア・フェミリンス
声 - カンザキカナリ
第一使徒&メイド。セリカに最も古くから仕えており、相性が特に良いため使徒の中で唯一セリカやハイシェラと念話することが出来る。魔力が非常に強いため、使徒としての能力（性魔術の効率）は最も高い。本作でも度々表示されているが、幻燐戦争後からセリカと共に行動しており、かつてはエクリア・テシュオスと名乗っていたカルッシャ王国の第一王女。姫将軍と呼ばれていた当時に身に付けていた仮面に過去の忌まわしい記憶を封じ、今でも所有している。子供だったシュリやサリアの世話をしてきた為、彼女らからは母親的な目で見られている。
戦闘：後衛タイプ。性魔術・秘印術系魔法を得意とする。
マリーニャ・クルップ
声 - 富樫ケイ
第二使徒&メイド。元盗賊。セリカの屋敷に忍び込んだところを捕らえられたが、セリカに惚れ込み使徒となる。生まれ持つ魔力が低いために使徒としての能力は最も低いが、その分を実務の面で補っている。シュリより後から仲間となったが、使徒化はシュリより先に行われたため、第二使徒となっている。料理が得意で、台所は主にマリーニャの領域となっている。
戦闘：前衛タイプ。魔法は使えない。
シュリ・レイツェン
声 - ダイナマイト亜美
第三使徒&メイド。戦災孤児（セリカの戦いに巻き込まれて住んでいた街を滅ぼされた）だったところをセリカに拾われたが、幼かったため使徒化が遅れ、第三使徒になっている。セリカにとっては娘でもあるような関係。孤児となった経緯は覚えているが、その際のセリカの悲しみに直接触れている為その事を全く恨んでいない。それどころか、セリカの魂を癒したいと心から願っている。癒しの能力に長けており、神聖魔法を得意とする。なお、前作ではシュリのみがセリカに同行、使徒として登場していた。
戦闘：後衛タイプ。神聖（回復）系魔法を得意とする。
サリア・レイツェン
声 - 宇佐美桃香
第四使徒&メイド。前作でセリカに奴隷商人より身請けされ、レウィニア神権国に帰還した時点でレイツェンの姓を受けて世間的にはシュリの妹となった少女。とことんドジな為に、セリカ達にいつか捨てられるのではないかと内心怯えている（実際はサリア一人の思い過ごし）。まだ身体が未成熟な為に正式な使徒化はされていないが、その身に秘める魔力は強く周囲からは期待されている。
戦闘：後衛タイプ。召喚魔法を使用可能（能力が開花するまで使用不可）。

### レウィニア神権国
水の巫女
声 - カンザキカナリ
レウィニア神権国の象徴。土着の神であり、古神と現神のどちらにも属さない中立を標榜している。
異端の存在である「神殺し」セリカ・シルフィルを、「同盟」という形でレウィニアに迎え入れた。
レヴィア・ローグライア
声 - 児玉さとみ
白地龍騎士団（ルフィド＝ヴァシーン）団長。家柄のみならず実力も高く「レウィニアの白き薔薇」の異名を持つが、女性のため疎んじられている。幼い頃からレフィンと共にセリカ邸に出入りしておりセリカの事が好きだが、照れ隠しのためつっけんどんな態度を取ろうとする。水の巫女からは、新たな神格者候補と見られている。
戦闘：前衛タイプ。神聖（回復）系魔法を使用可能。
レフィン・リンズーベル
白地龍騎士団副団長
レヴィアの右腕的存在。セリカとレヴィアの仲を取り持つことが多く、無くてはならない存在。（ゲーム上で動かすことは出来ないが。）
レクシュミ・パラベラム
不死騎兵隊（アナート・ヴァイ）隊長。神格位をもち、レウィニアの赤き盾と呼ばれる。戦女神ZEROにも仲間キャラとして登場しているが、その頃とはグラフィックがかなり異なる。
シルエラ・インテス
「古神七魔神 北東部封鎖地」の監視を行っていた、国境警備隊特別管理部隊北東部封鎖地調査隊警備隊長の女兵士。エルテノ復活の際、隊員に庇われて死ぬことはなかったが、魔物に取り込まれて陵辱されてしまった。

### レルン地方
カウラ・グレイジー
声 - 伊藤瞳子
ミルフェの町の自警団隊長。前作でセリカに惚れてしまい、セリカがレウィニア神権国に帰還した後、ちょっとふぬけになっている。中盤以降で再会することができる。
戦闘：前衛タイプ。魔法は使えない。
クーン・カリエステル
ミルフェの町の司祭。前作ではいろいろと関わり合いがあったが、今作ではほとんど出番無し。
リンシャ・カーニラン
食堂「野牛の蹄」亭の女主人。セリカがレウィニア神権国に帰還した後、経営が苦しくなり、セリカを想いつつも支援者との結婚を決意した。

### ベルリア王国
ロカ・ルースコート
声 - 青山ゆかり
軍神マーズテリア（現神）を信仰の対象とする、マーズテリアの神官戦士。前作で現神の信徒でありながら、神殺しセリカと肌を重ねたことが問題視されて投獄されていた。中盤以降で再会することができる。セリカは聖女クリアと容姿の似ている彼女の事を特別視しており、彼女にだけは性魔術を一切使わずに抱いている。
戦闘：後衛タイプ。神聖（回復系）魔法を得意とする。また、魔導鎧を使用することが出来る。
コア・プレイアデス
マーズテリア神殿大司教。権謀術数に長けた野心家。

### トライスメイル（エルフ領）
シェンナ
声 - 神崎ちひろ
エルフの娘で姉。エルフ族は双子を忌み嫌うため、二人で長い旅をしている。寝ている妹に抱きつかないと眠れないという悪癖（?）を持つ。
戦闘：後衛タイプ。
シェスタ
声 - 春日アン
エルフの娘で妹。持参した枕が無いと寝られないという悪癖（?）を持つ。
戦闘：後衛タイプ。弓使い。

### メルキア帝国
マウア・フィズ=メルキアーナ
声 - 紫苑みやび
メルキア帝国の第三皇女。レヴィア同様に、メルキア帝国の軍団長であり、新造戦艦「イラストリアス」を作り上げた。
戦闘：後衛タイプ。魔法を利用可能。また、魔導鎧を使用することが出来る。
ライア・クラッカー
マウアの副官。
ギニラール帝
メルキア帝国の皇帝。ミルテーリアに良いように使われてしまい、マウアを幽閉した。
マウリア
メルキア帝国の第一王妃（?）。マウアの母。既に亡くなっている。
ミルテーリア
メルキア帝国の第二王妃。既に亡くなっている。マウア曰く「毒婦」。七魔神によって亡霊として復活する。

### バリアレス都市国家連合
ラクティナ・ルビース
城塞都市レンストを統治する、傭兵国家の王女。地上が騒々しくなったことに腹を立てたアムドシアスによって拉致されたところをセリカに救出される。

### リスルナ王国
イーリッシュ・サイレン
飛竜を駆る辺境の英雄。七魔神が一柱「黒炎のエルテノ」に敗北して以来、更なる強さを求めて流浪の日々を送る。
戦闘：前衛タイプ。魔法は使えない。
ターナ・サイレン
イーリッシュの妻。放浪癖（?）のある夫の無事を祈りながら、健気に待ち続ける。

### スティンルーラ女王国
ウェンディス・プラーナ
声 - 三島由紀
魔力を高めることに関して、誰よりも努力している。前作でセリカに助けられ、その際にセリカに逆らえないように呪術をかけられた。但し、セリカに逆らわなければ何の問題もないので、現在はカドラ廃坑に戻り、温泉につかりながら魔術に磨きをかけている。
戦闘：後衛タイプ。魔法を得意とする。
メダーリア・テレパティス女王
女性国家スティンルーラを治める現女王。一時は七魔神と同盟を締結した。

### エディカーヌ帝国
アヴァタール五大国において最も歴史が浅いながらも、急成長を遂げた新国家。闇夜の眷属と人間とが共存している、ある意味理想郷でもある。数年前にレウィニア神権国と大規模な戦争を繰り広げた。

### 古神七魔神
エルテノ
声 - 美咲美遊
「古神七魔神 北東部封鎖地」に封印されていた。「黒炎のエルテノ」。好戦的な性格。実はこのエルテノは古神エルテノに仕えていた神格者。現神に本体が封じられた際に、分身として記憶と力を分け与えられた。
レシェンテ
声 - 岩泉まい
　古神七魔神 南西部封鎖地」に封印されていた。「紅雪のレシェンテ」。真なる女神ではあるが、現神の封印の儀式により子供化。後にセリカの第五使徒として迎え入れられた。
レア
声 - 月山かなる
「古神七魔神 東部封鎖地」に封印されていた。「蒼玄のレア」。実はこのレアは古神レアに仕えていた神格者。本体ではないがレアの記憶と力を与えられている。レアの妹神であるアストライアの肉体を持つセリカと、妹のように可愛がっていたレシェンテを助ける為にラプシィアと戦い討たれる。自分の正体を自覚している。
イオ
声 - 紫苑みやび
「古神七魔神 西部封鎖地」に封印されていた。「黄墟のイオ」。真なる女神。古神だが、実は青き月の女神リューシオンの姉（生まれた子供を古神は古神、現神は現神として扱ったため）。ラプシィアの本当の目的と、自分達はただ利用されているだけという事実に気付いている。しかし、ラプシィアに抵抗はせず全てを運命に委ねている。
エンプレス
声 - 海野幸子
「古神七魔神 南東部封鎖地」に封印されていた。「白冥のエンプレス」。実はこのエンプレスは古神エンプレスに仕えていた神格者。本体ではないが記憶と力を与えられている。自分の正体を自覚している。
ランジェリー
声 - 珠ひよこ
「古神七魔神 中央封鎖地」に封印されていた。「極光のランジェリー」。七英雄の長。実は古神ランジェリーに仕える神格者だったのだが、分身として記憶と力を与えられ自分がランジェリーだと信じきっている。ラプシィアを愛していたが、ラプシィアにとっては単に利用していただけだった。裏切られたと気付いた後もラプシィアを愛し続けていたが、その最後はラプシィア自身の手で徹底的に貶められ嬲られるという悲惨なものだった。
ラヴィーヌ
声 - 原西きひろ
「古神七魔神 北西部封鎖地」に封印されていた。「冥幽のラヴィーヌ」。真なる女神。かつて機工女神と呼ばれた神々の一人。セリカに敗れた後は身柄を保護されて屋敷でサリアやレシェンテと仲良く過ごしていたが、セリカとラプシィアの因縁に決着をつけさせるため「約束の地」への門を開く鍵となり消滅した。

### その他
ラプシィア・ルン
声 - 芝浦ユン
七魔神を復活させた、強大な魔力を持つ少年。魔術の際には鈴を用いる事が多い。普段は人当たりの良い様を装っているが、その本性は残忍で邪悪。セリカに異常なまでの執着心を見せる。その正体はもう一人の神殺しで、アストライアとセリカが融合した際、神（『戦女神2』では現神バリハルトであるかのように描写されていたが、後年発売された『戦女神ZERO』ではウツロノウツワへと変更されている）の呪いを断つ為アストライアにより切り離された一部の力と記憶が容となったセリカの分身。本性が邪悪なのも、呪いで歪められた魂が元となっているため。セリカがバリハルトの戦士だった人間当時の姿をしており（後の『戦女神ZERO』で過去のセリカの物語が補完された）、当時の記憶も保有している。過去はあっても未来が無い自分自身と、逆に未来はあっても過去が無いセリカとが一つの存在へと戻る事を目的としている。七魔神を己の目的の為に利用し、セリカを追い詰めていく。
ルナ＝クリア
30年前に死亡した戦神マーズテリアの聖女。かつて、神格位を持つ聖女でありながらセリカと愛し合ったために、神の手で処刑された。彼女とロカは良く似た容姿をもっているが、クリアの生まれ変わりとか血縁者ではなく全くの無関係、とつるぎゆきのはコメントしている。同時に、クリアとセリカの間に出来た子供（胎児の段階で死亡）の生まれ変わりかも？というコメントも出している。

### 召喚（使徒）
イルザーブ
権天使（プリンシパティウス）。前作でセリカに敗れ、それ以後セリカの使い魔として行動していた。だが、セリカの力が衰えた際彼を裏切りプレアデスに付いて敵となり、プレアデスが敗れた後は今度はロカと契約した。古神を裏切って現神についた過去もあり、節操の無い裏切り者という印象があるが、自分の目的に忠実なだけとも取れる。その目的とは、三神戦争の折にあくまで人の可能性を信じ続けた古神の言葉に疑問を抱き、人間が本当に価値あるものか観察するというもの。
リ・クアルー
声 - 桜井唯
龍人族（ナーガ）の王女。前作でセリカに助けられ、それ以後セリカに従っている。
リリエム
声 - 桜井唯
睡魔族の少女。前作でセリカに捕獲され、それ以後セリカに従っている。セリカがその存在自体を忘却してしまっていたため、マリーニャが中庭で飼っている猫の食事を分けてもらう事で飢えを凌いでいた。セリカに存在を認識されてからは、地下室を正式な住処とするようになる。
ハイシェラ
声 - 知七
かつて、セリカの「神殺し」の力を狙って襲ってきた魔神。しかし、返り討ちにあい剣の中に封印された、という事になっている（『戦女神ZERO』で、その説明は記憶の無いセリカにハイシェラがついた嘘という設定になった）。
長い間セリカとともにあり、今では指南役兼突っ込み役兼パートナーとなっている。その強大な力の制御はセリカにとって多大な負荷となるため、普段は消耗の少ない短剣の姿となっている。セリカが十分に本来の力を取り戻した（Lvが上がった）時に、セリカと戦ってその力を確かめる事を望み、戦闘に勝利する事で召喚できるようになる。
アムドシアス
声 - 桜井唯
ソロモン72柱の魔神（一角公）。地上が騒々しくなったことに腹を立て、ラクティナを拉致したものの、セリカによって倒され、それ以後セリカに従っている。ハイシェラとは犬猿の仲の知り合いだったが、『戦女神ZERO』で更にセリカとも面識があるという設定になった。
セリカとの記憶がないのは、狭間の宮殿に落ち、『戦女神VERITA』でアビルースに封印され何かしらの処置が施されたためだと推測されている。

## レウィニア神権国軍団
全部で十一軍有るとのことだが、騎士団だったり、枢機軍だったり、騎兵隊だったりする。また、ゲーム中ではすべての軍団名が明らかにされていない。
宮廷騎士団　テルフ＝ヴァシーン
第一軍。王家直属で、首都を防衛している。
聖堂枢機軍　サーフ＝ヴァラッサ
第二軍。国教付きで、首都を防衛している。
火龍騎士団　テルナ＝ヴァシーン
不明。指揮官は、アウージュ将軍。エネドラー迷宮の冒険者を募集する広告を出していた。
白色魔導騎士団　ナグ・ヴァイツ＝ファールス
不明。唯一、魔導戦艦を保持している。
鋼鉄槍騎兵隊　シュブナ＝ガリュ・ヴァイ
第七軍。
不死騎兵隊　アナート・ヴァイ
第八軍。指揮官は、レクシュミ将軍。死人を出しにくいという理由で「不死」という名前が付いている。
白地龍騎士団　ルフィド＝ヴァシーン
第十一軍。指揮官はレヴィア将軍、副指揮官はレフィンが務める。レヴィアの方針が行き届いているため、異端の存在「神殺し」であるセリカに対しても敬意を払う、稀有な騎士団。国内に留まらず、各地に遠征している。

## スタッフ
- 原画 - 鳩月つみき
- シナリオ - 秋谷里夫、天崎カケル
- 作曲 - 森野いずみ
- モンスターデザイン - 田尻一直
- ゲーム監修 - 麒麟麦酒

### 主題歌
オープニング「魂の記憶」
歌 - 日向ぼこ / 作詞 - 鳩月つみき / 作曲 - 森野いずみ

## 書籍
- 戦女神II〜失われし記憶への鎮魂歌〜ビジュアルファンブック（絶版）（E-LOGIN編集部 P112 ISBN 4-7577-1412-2 発売日 2003年3月28日）

## 音楽CD
- 戦女神&戦女神IIオリジナルサウンドトラックス完全収録盤（FSCG85140 2003年1月22日発売）